# Pyrethrin

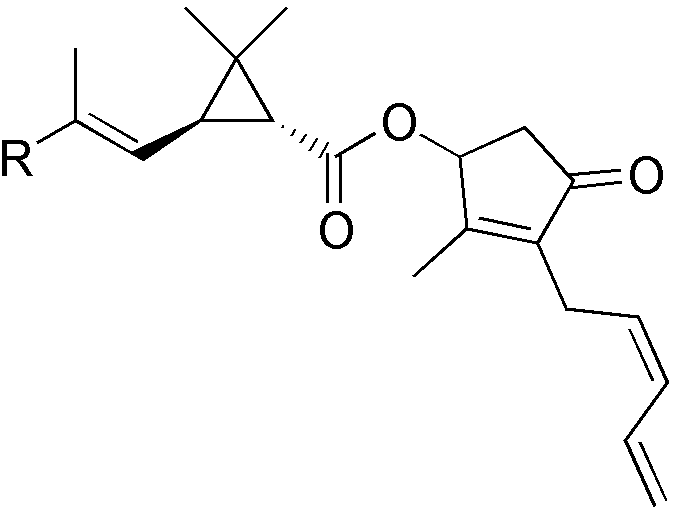
Pyrethrin I, R = CH_{3}
Pyrethrin II, R = CO_{2}CH_{3}

Pyrethriny jsou dvě přírodní organické sloučeniny se silným insekticidním účinkem. Pyrethrin I a pyrethrin II jsou strukturálně příbuzné estery s cyklopropanovým jádrem, v případě pyrethrinu I s kyselinou (+)-trans-chryzantémovou. Liší se oxidačním číslem jednoho z atomů uhlíku. Jedná se o viskózní kapaliny, které se oxidací stávají neúčinné. Nejsou perzistentní, podléhají biodegradaci a rozpadají se působením světla nebo kyslíku. Chemická struktura pyrethrinů je základem pro širokou škálu syntetických insekticidů nazývaných pyrethroidy, například bifenthrinu, permethrinu nebo cypermethrinu.
Pyrethriny jsou obsaženy například v obalech semen trvalky Chrysanthemum cinerariaefolium (kopretina starčkolistá), která byla také komerčně pěstována jako zdroj těchto insekticidů. Přestože se extrakty z této rostliny používaly k insekticidním účelům již dříve, chemickou strukturu publikovali Hermann Staudinger a Lavoslav Ružička až v roce 1924. Pyrethriny jsou neurotoxiny působící na nervový systém veškerého hmyzu. Dávky, které nejsou pro hmyz smrtelné, vykazují repelentní účinky. Pyrethriny a pyrethroidy se čím dál více stávají pesticidy první volby, namísto organofosfátů a organochloridů.
Většina světové produkce pyrethrinů a i kopretiny starčkolisté pochází z Keni (aktuálně 70 %). Zde a ve vysočinách východní Afriky se začala pěstovat koncem 20. let 20. století. Podstatnou část rostlin pěstují drobní zemědělci jako jediný zdroj svých příjmů. Jedná se o velký zdroj příjmů z vývozu Keni a přináší více než 3 500 pracovních míst.

## Pyrethriny jako insekticidy
Pyrethriny se používají v mnoha variantách insekticidů (včetně zamlžovacích výrobků a výrobků pro použití u domácích zvířat) již více než 100 let. První komerční insekticid vznikl v roce 1851, v roce 1863 získal rakouský průmyslník Johann Zacherl povolení k výrobě insekticidu Zacherlin z květů chryzantém. Pyrethriny účinkují na sodíkových kanálech nervových buněk hmyzu, kde způsobují opakované a prodloužené dráždění nervů, hmyz pak umírá udušením. Často se přidává piperonylbutoxid, synergista, který zvyšuje účinnost tím, že brání hmyzu pyrethriny eliminovat. Kromě insekticidního použití lze pyrethriny použít i jako repelenty. Pozorování v potravinářských podnicích ukazuje, že mouchy nejsou okamžitě zabíjeny, nýbrž se často nacházejí na okenním parapetu nebo u dveří. To napovídá, že při nižší dávce se hmyz snaží před smrtí opustit oblast. Pyrethrin a synergisté podléhají rychlé biodegradaci a rozkladu působením slunečního světla a vzduchu, což zajišťuje, že v ošetřené oblasti nebudou zůstávat velké koncentrace insekticidů.

## Toxicita
Americké ministerstvo zemědělství tvrdí, že synergizované pyrethrum „je pravděpodobně nejbezpečnějším insekticidem pro použití na potravinářských rostlinách“ a že „jsou tyto směsi schváleny pro použití u potravin“. Pyrethriny snadno podléhají hydrolýze a jsou degradovány žaludečními kyselinami savců, proto jejich toxicita při požití domácími zvířaty je velmi nízká. Jsou však nebezpečné pro ryby. Toxicita je obvykle spjata s aplikací mnohem větší dávky, než je uvedeno v návodu. Zvlášť důležité je dodržení návodu při aplikaci těchto látek na lidi a zvířata. Intoxikace se projevuje širokou škálou příznaků, zvláště u domácích zvířat – patří mezi ně slinění, otupělost, svalový třes, zvracení, křeče, případně smrt.
Mezi příznaky otravy u lidí patří ztížené dýchání, kýchání, ucpaný nos, bolest hlavy, nauzea, špatná koordinace pohybů, třes, křeče, zčervenání obličeje a jeho otok, pocity pálení a svědění. Permethrin a jiné pyrethroidy jsou syntetické obdoby pyrethrinu, které mají větší potenciál toxicity. Poslední informace ohledně toxicity piperonylbutoxidu tvrdí, že může přinášet významné riziko v případě, že se dostane do vzduchu a zde ho vdechuje těhotná žena ve třetím trimestru těhotenství. Tehdy může vést ke zpomalení mentálního vývoje dítěte. Studie z roku 2011 zjistila významnou asociaci mezi PBO (měřeném v osobním vzduchu během třetího trimestru těhotenství) a zpožděním duševního vývoje ve 36 měsících věku. Děti vystavené vyšším koncentracím (≥4,34 ng/m3) měly o 3,9 bodu nižší skóre (Mental Developmental Index) než ty, které byly vystaveny nižším expozicím. Vedoucí vědeckého týmu tvrdí, že „tento pokles inteligence je podobný, jako je pozorován u expozice olovu. I když asi neovlivňuje celkové duševní schopnosti člověka, může mít význam z hlediska vzdělávání a může měnit složení skupiny dětí, které vyžadují služby časné intervence.“

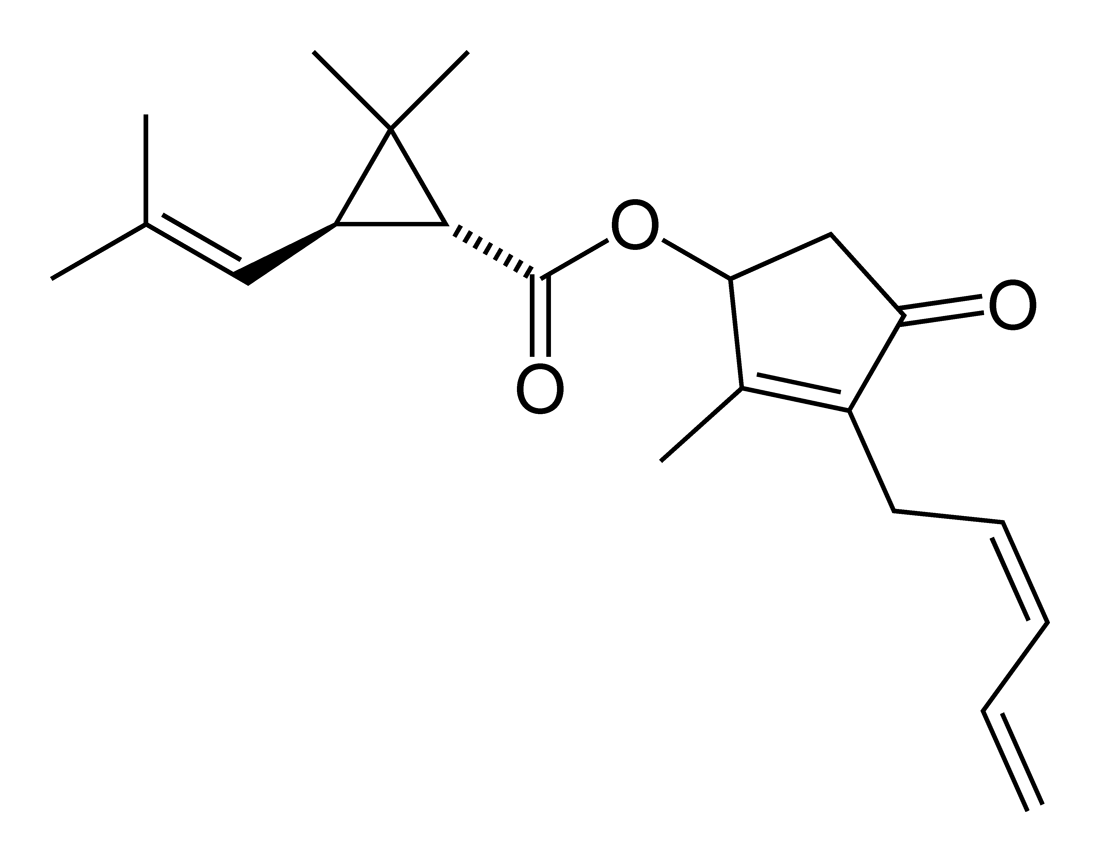
Pyrethrin I
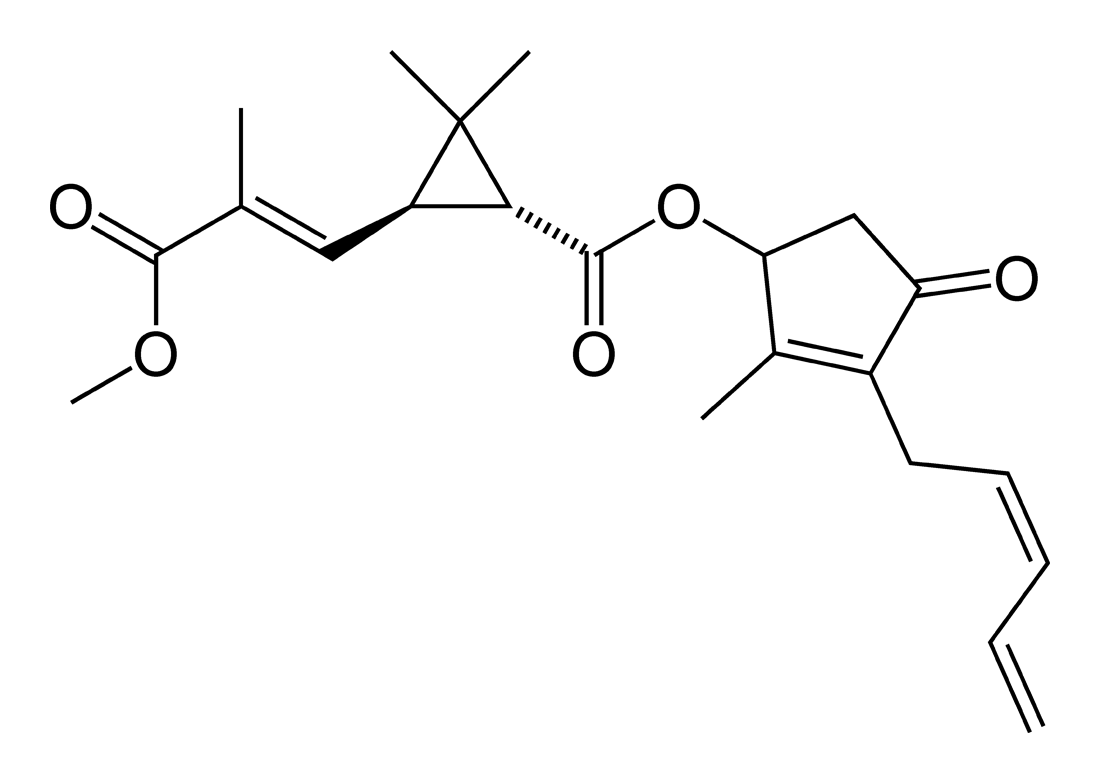
Pyrethrin II